# Noblella pygmaea
Noblella pygmaea es una especie de anfibio anuro de la familia Craugastoridae.

## Distribución geográfica
Esta especie es endémica de la provincia de Paucartambo en la región de Cusco en Perú. Habita entre los 3000 y 3200 m sobre el nivel del mar en el valle del río Kosñipata.

## Descripción
El macho mide 11 mm y la hembra mide 12 mm.

## Publicación original
- Lehr & Catenazzi, 2009: A new species of minute Noblella (Anura: Strabomantidae) from southern Peru: the smallest frog of the Andes. Copeia, vol. 2009, n.º 1, p. 148-156.[4]